# Barybaena orangensis
Barybaena orangensis es un coleóptero de la familia Chrysomelidae.
Fue descrita científicamente por primera vez en 2003 por Erber & Medvedev.